# Делфи (општина)
Делфи (грч. Δελφοί) општина је у Грчкој. По подацима из 2011. године број становника у општини је био 26.716.

## Становништво
| 2011.  |
| ------ |
| 26,716 |